# 墜胡
墜胡，又称二弦、曲胡，主要流行於中原一带的一種中国弓弦乐器，已逾百年歷史，為河南曲剧、吕剧、山东琴书的伴奏樂器。坠胡的琴筒多由铜或硬木製成，形似四胡，既短又粗。前面蒙有蟒皮，琴杆和琴头似三弦。

## 引用
1. ↑  朱国龙. .

### 音频资料
- 《河南小曲》 （页面存档备份，存于）